# Мецилий Гилариан
Меци́лий Гилариа́н (лат. Maecilius/Maetilius Hilarianus, также встречается вариант Meclius; умер после 354 года) — военный и государственный деятель Римской империи, сенатор и ординарный консул 332 года.

## Биография
В 316 году Гилариан занимал должность корректора Лукании и Бруттия (лат. corrector Lucaniae et Bruttiorum). В 324 году он был назначен проконсулом Африки, а в 332 году — консулом вместе с Луцием Папием Пакацианом. Известно также, что в 338—339 годах Мецилий был префектом города Рима, а в 354 году — префектом претория, скорее всего, в Италии.
Имя Maecilius обнаружено на водопроводной трубе в Фиденах: возможно, он имел там дом.